# Tommaso Corsini (politico 1835)
Tommaso Bartolomeo Pier Francesco Melchiorre Maria Corsini, VI principe di Sismano (Firenze, 28 febbraio 1835 – Manciano, 22 maggio 1919), è stato un nobile e politico italiano.

## Biografia
Il principe Tommaso Corsini nacque a Firenze il 28 febbraio 1835 figlio primogenito di Neri Tommaso Corsini, marchese di Lajatico (fratello di Andrea Corsini, V principe di Sismano) e di Eleonora Rinuccini, e sin da giovane venne avviato alla carriera politica della città di Firenze, laureandosi all’Università di Pisa, e fu anche proprietario di collezioni artistiche e gallerie ospitate nelle sue dimore fiorentine di via del Parione e del Prato, in quelle romane, e le sue ville; ne fu oculato custode; il 1º dicembre 1859 in seguito alla morte del padre ereditò i possedimenti del ramo della sua famiglia e, dopo la morte dello zio nel 1868, anche il titolo di principe di Sismano.

## Attività
Oltre ad essere figura politica di grande rilievo nella politica amministrativa della città di Firenze, fu anche un abile investitore: fu tra i fondatori de La Fondiaria Assicurazioni, presiedette la Cassa di Risparmio di Firenze (oggi Banca CR Firenze) e fu presidente della Società Italiana per le strade ferrate meridionali. Ebbe un ruolo importante nel successo delle società elettriche del centro Italia e fu eletto alla Consulta del 22 ottobre 1865 per il collegio di Borgo San Lorenzo. Fu riconfermato al Parlamento fino alla XIV legislatura del Regno d'Italia; fu talvolta eletto anche in altri collegi, ma optò sempre per Borgo San Lorenzo. In Parlamento si schierò su posizioni di centrodestra, insieme ai maggiori rappresentanti della consorteria toscana ai quali era legato da comuni interessi economici e politici. Il 27 gennaio 1880 venne eletto sindaco di Firenze succedendo a Pietro Bastogi e durante il suo mandato furono discusse le problematiche relative alla gestione delle ferrovie, con la preparazione del progetto di statalizzazione approvato con la legge del 22 aprile 1905, durante il Governo Fortis I. Il suo mandato si concluse il 30 marzo 1886. Durante la prima guerra mondiale fu tra i componenti più attivi del Comitato fiorentino per il soccorso alle famiglie dei militari e si dedicò ad opere di assistenza, organizzando anche ospedali militari. In seguito all'abbandono della politica, si ritirò a vita privata e mori a villa della Marsiliana a Manciano il 22 maggio 1919.

## Matrimoni e figli
Tommaso sposò il 3 ottobre 1859 a Roma la principessa Anna Barberini Colonna, figlia del Principe Carlo Felice Barberini Colonna, duca di Castelvecchio e della marchesa Giuliana Falconieri, dalla quale ebbe i seguenti sette figli:
- Eleonora Corsini, (14 luglio 1861 – 1947), sposò il marchese Ludovico Antinori
- Giuliana Corsini, (21 ottobre 1859 - ??), sposò il barone Giovanni Ricasoli-Firidolfi
- Antonio Corsini (29 marzo 1864 – 19 novembre 1882)
- Carlo Andrea Corsini, (3 luglio 1866 – 7 settembre 1952), VII principe di Sismano, e duca di Casigliano; morì senza eredi e i titoli passarono al nipote Tommaso Corsini
- Beatrice Corsini, (20 ottobre 1868 – 1955), sposò il 29 dicembre 1862 il conte Roberto Pandolfini
- Filippo Andrea Corsini, (18 novembre 1873 – 13 novembre 1926), sposò il 24 luglio 1901 a Firenze Lucrezia Rasponi dalle Teste
- Elisabetta Corsini, (8 luglio 1876 – 7 giugno 1961), sposò Teodoro Stori

## Albero genealogico
|                                               |                                            |                                         | Genitori                                                   |  |  | Nonni |  |  | Bisnonni                                    |  |  | Trisnonni                               |  |
|                                               |                                            |                                         |                                                            |  |  |       |  |  | Bartolomeo Corsini, III principe di Sismano |  |  | Filippo Corsini, II principe di Sismano |  |
|                                               |                                            |                                         |                                                            |  |  |       |  |  | Bartolomeo Corsini, III principe di Sismano |  |  | Filippo Corsini, II principe di Sismano |  |
|                                               |                                            | Ottavia Strozzi                         |                                                            |  |  |       |  |  | Bartolomeo Corsini, III principe di Sismano |  |  |                                         |  |
| Tommaso Corsini, IV principe di Sismano       |                                            |                                         |                                                            |  |  |       |  |  | Bartolomeo Corsini, III principe di Sismano |  |  |                                         |  |
|                                               |                                            | Maria Vittoria Felice Barberini Colonna | Giulio Cesare Colonna di Sciarra, V principe di Carbognano |  |  |       |  |  |                                             |  |  |                                         |  |
|                                               |                                            | Maria Vittoria Felice Barberini Colonna | Giulio Cesare Colonna di Sciarra, V principe di Carbognano |  |  |       |  |  |                                             |  |  |                                         |  |
|                                               |                                            | Maria Vittoria Felice Barberini Colonna | Cornelia Costanza Barberini, IV principessa di Palestrina  |  |  |       |  |  |                                             |  |  |                                         |  |
| Neri Corsini, marchese di Lajatico            |                                            | Maria Vittoria Felice Barberini Colonna |                                                            |  |  |       |  |  |                                             |  |  |                                         |  |
|                                               |                                            | Georg Anton Grechtler, barone           | Johann Georg Grechtler                                     |  |  |       |  |  |                                             |  |  |                                         |  |
|                                               |                                            | Georg Anton Grechtler, barone           | Johann Georg Grechtler                                     |  |  |       |  |  |                                             |  |  |                                         |  |
|                                               |                                            | Georg Anton Grechtler, barone           | Magdalena Grechtler                                        |  |  |       |  |  |                                             |  |  |                                         |  |
| Antonia Cecilia Hayeck von Walstatten         |                                            | Georg Anton Grechtler, barone           |                                                            |  |  |       |  |  |                                             |  |  |                                         |  |
|                                               |                                            | Martha Elisabeth von Waldstätten        | …                                                          |  |  |       |  |  |                                             |  |  |                                         |  |
|                                               |                                            | Martha Elisabeth von Waldstätten        | …                                                          |  |  |       |  |  |                                             |  |  |                                         |  |
|                                               |                                            | Martha Elisabeth von Waldstätten        | …                                                          |  |  |       |  |  |                                             |  |  |                                         |  |
| Tommaso Corsini, VI principe di Sismano       |                                            | Martha Elisabeth von Waldstätten        |                                                            |  |  |       |  |  |                                             |  |  |                                         |  |
|                                               | Alessandro Rinuccini, marchese di Baselice | Folco Rinuccini, marchese di Baselice   |                                                            |  |  |       |  |  |                                             |  |  |                                         |  |
|                                               | Alessandro Rinuccini, marchese di Baselice | Folco Rinuccini, marchese di Baselice   |                                                            |  |  |       |  |  |                                             |  |  |                                         |  |
|                                               | Alessandro Rinuccini, marchese di Baselice | Camilla Aldobrandini                    |                                                            |  |  |       |  |  |                                             |  |  |                                         |  |
| Pierfrancesco Rinuccini, marchese di Baselice | Alessandro Rinuccini, marchese di Baselice |                                         |                                                            |  |  |       |  |  |                                             |  |  |                                         |  |
|                                               |                                            | Maria Teresa de' Bardi                  | Luigi de' Bardi                                            |  |  |       |  |  |                                             |  |  |                                         |  |
|                                               |                                            | Maria Teresa de' Bardi                  | Luigi de' Bardi                                            |  |  |       |  |  |                                             |  |  |                                         |  |
|                                               |                                            | Maria Teresa de' Bardi                  | Maria Lucrezia Ginori                                      |  |  |       |  |  |                                             |  |  |                                         |  |
| Eleonora Rinuccini                            |                                            | Maria Teresa de' Bardi                  |                                                            |  |  |       |  |  |                                             |  |  |                                         |  |
|                                               |                                            | Giuseppe Antinori                       | …                                                          |  |  |       |  |  |                                             |  |  |                                         |  |
|                                               |                                            | Giuseppe Antinori                       | …                                                          |  |  |       |  |  |                                             |  |  |                                         |  |
|                                               |                                            | Giuseppe Antinori                       | …                                                          |  |  |       |  |  |                                             |  |  |                                         |  |
| Teresa Antinori                               |                                            | Giuseppe Antinori                       |                                                            |  |  |       |  |  |                                             |  |  |                                         |  |
|                                               |                                            | Girolama Farina                         | Paterniano Farina                                          |  |  |       |  |  |                                             |  |  |                                         |  |
|                                               |                                            | Girolama Farina                         | Paterniano Farina                                          |  |  |       |  |  |                                             |  |  |                                         |  |
|                                               |                                            | Girolama Farina                         | Francesca Toni                                             |  |  |       |  |  |                                             |  |  |                                         |  |
|                                               |                                            | Girolama Farina                         |                                                            |  |  |       |  |  |                                             |  |  |                                         |  |